# Sunshine Tour 2001/02
De Sunshine Tour 2001/02 was het tweede seizoen van de Sunshine Tour. Het omvatte een serie van golftoernooien voor golfprofessionals, dat grotendeels plaatsvond in Zuid-Afrika. Het seizoen startte in maart 2001 en eindigde in februari 2002.
Naast Zuid-Afrika, vond er ook golftoernooien plaats in andere Afrikaanse landen zoals Swaziland en Zambia.
De "Order of Merit" van dit seizoen werd gewonnen door de Zuid-Afrikaan Tim Clark.

## Kalender
| Data  | Data  | Toernooi                         | Baan                            | Plaats        | Winnaar                    | Score | Score | Nota                                             |
| 2001  | 2001  | 2001                             | 2001                            | 2001          | 2001                       | 2001  | 2001  | 2001                                             |
| ----- | ----- | -------------------------------- | ------------------------------- | ------------- | -------------------------- | ----- | ----- | ------------------------------------------------ |
| 08-03 | 11-03 | Zambia Open                      | Lusaka Golf Club                | Lusaka        | Mark Foster                | 278   | –14   |                                                  |
| 16-03 | 18-03 | Cock of the North                | Ndola Golf Club                 | Ndola         | Sean Farrell               | 209   | –10   |                                                  |
| 29-03 | 31-03 | Botswana Open                    | Gaborone Golf Club              | Gaborone      | Marc Cayeux                | 197   | –16   |                                                  |
| 20-04 | 22-04 | Royal Swazi Sun Classic          | Royal Swazi Spa Country Club    | Mbabane       | Titch Moore po             | 200   | –16   | Won de play-off van Keith Horne                  |
| 10-05 | 12-05 | Pietersburg Industriëlek Classic | Pietersburg Golf Club           | Pietersburg   | Ryan Reid                  | 204   | –12   |                                                  |
| 07-09 | 09-09 | Goldfields Powerade Classic      | Oppenheimer Park Golf Club      | Welkom        | Callie Swart               | 207   | –9    |                                                  |
| 11-09 | 13-09 | Bloemfontein Classic             | Schoeman Park Golf Club         | Bloemfontein  | André Cruse                | 207   | –9    |                                                  |
| 26-09 | 28-09 | Randfontein Classic              | Randfontein Golf & Country Club | Randfontein   | James Kingston po          | 205   | –11   | Won de play-off van Sean Ludgater en Andre Cruse |
| 05-10 | 07-10 | Highveld Classic                 | Witbank Golf Club               | Witbank       | Justin Hobday po           | 203   | –13   | Won de play-off van Marc Cayeux                  |
| 10-10 | 12-10 | Atlantic Beach Classic           | Atlantic Beach Golf Club        | Melkbosstrand | James Kingston             | 213   | –3    |                                                  |
| 18-10 | 20-10 | Western Cape Classic             | Rondebosch Golf Club            | Kaapstad      | Lindani Ndwandwe           | 207   | –9    |                                                  |
| 25-10 | 27-10 | Vodacom Trophy                   | Zwartkop Country Club           | Pretoria      | Ulrich van den Berg        | 198   | –18   |                                                  |
| 08-11 | 10-11 | Graceland Challenge              | Graceland Country Club          | Secunda       | Warren Abery               | 205   | –11   |                                                  |
| 16-11 | 18-11 | Platinum Classic                 | Mooinooi Golf Club              | Mooinooi      | Roger Wessels              | 201   | –15   |                                                  |
| 22-11 | 25-11 | Zimbabwe Open                    | Chapman Golf Club               | Harare        | Darren Fichardt            | 275   | –13   |                                                  |
| 24-11 | 25-11 | Nelson Mandela Invitational      | Pecanwood Golf & Country Club   | Hartbeespoort | Simon Hobday Martin Maritz | 123   | –21   |                                                  |
| 06-12 | 09-12 | Vodacom Players Championship     | Royal Cape Golf Club            | Kaapstad      | Ernie Els                  | 273   | –15   |                                                  |
| 2002  |       |                                  |                                 |               |                            |       |       |                                                  |
| 10-01 | 13-01 | South African Open Championship  | Durban Country Club             | Durban        | Tim Clark                  | 269   | –19   | [ 2 ]                                            |
| 17-01 | 20-01 | Alfred Dunhill Kampioenschap     | Houghton Golf Club              | Houghton      | Justin Rose                | 268   | –20   | [ 2 ]                                            |
| 24-01 | 27-01 | Telkom PGA Championship          | Woodhill Country Club           | Pretoria      | Chris Williams             | 271   | –17   |                                                  |
| 31-01 | 03-02 | Dimension Data Pro-Am            | Gary Player Country Club        | Sun City      | Retief Goosen              | 268   | –20   |                                                  |
| 07-02 | 10-02 | Nashua Masters                   | Wild Coast Sun Country Club     | Port Alfred   | Justin Rose                | 265   | –15   |                                                  |
| 14-02 | 17-02 | The Tour Championship            | Leopard Creek Golf Club         | Malelane      | Nicholas Lawrence          | 274   | –14   |                                                  |

## Order of Merit
| Orde | Speler         | # toernooien | Prijzengeld (R) |
| ---- | -------------- | ------------ | --------------- |
| 1    | Tim Clark      | 7            | 1.669.900       |
| 2    | Justin Rose    | 4            | 1.476.005       |
| 3    | Retief Goosen  | 4            | 1.364.799       |
| 4    | Martin Maritz  | 8            | 1.042.806       |
| 5    | James Kingston | 10           | 706.234         |